# Celebrations for a Grey Day
Celebrations for a Grey Day è un album di Richard Fariña e Mimi Fariña, pubblicato dalla Vanguard Records nell'aprile del 1965. 

## Tracce
Brani composti da Richard Fariña, eccetto dove indicato
Lato A
1. Dandelion River Run – 1:42 (Richard Fariña) – Brano strumentale
2. Pack Up Your Sorrows – 2:56 (Pauline Marden, Richard Fariña)
3. Tommy Makem Fantasy – 1:29 (Richard Fariña) – Brano strumentale
4. Michael, Andrew and James – 5:05 (Richard Fariña)
5. Dog Blue – 1:42 (Richard Fariña) – Brano strumentale
6. V. – 3:31 (Richard Fariña) – Brano strumentale
7. One-Way Ticket – 3:22 (Richard Fariña)

Lato B
1. Hamish – 1:45 (Richard Fariña) – Brano strumentale
2. Another Country – 3:59 (Richard Fariña)
3. Tuileries – 1:45 (Richard Fariña) – Brano strumentale
4. The Falcon – 3:55 (Richard Fariña)
5. Reno, Nevada – 3:33 (Richard Fariña)
6. Celebrations for a Grey Day – 3:46 (Richard Fariña) – Brano strumentale

## Musicisti
Dandelion River Run
- Richard Fariña - dulcimer
- Richard Fariña - arrangiamenti
- Mimi Fariña - chitarra

Pack Up Your Sorrows
- Richard Fariña - dulcimer, voce
- Richard Fariña - arrangiamenti
- Mimi Fariña - chitarra, voce

Tommy Makem Fantasy
- Richard Fariña - dulcimer
- Richard Fariña - arrangiamenti
- Mimi Fariña - autoharp

Michael, Andrew and James
- Richard Fariña - dulcimer, voce
- Richard Fariña - arrangiamenti
- Mimi Fariña - chitarra, voce

Dog Blue
- Richard Fariña - dulcimer
- Mimi Fariña - chitarra, arrangiamenti

V.
- Richard Fariña - dulcimer
- Richard Fariña - arrangiamenti
- Bruce Langhorne - tamburello

One-Way Ticket
- Richard Fariña - dulcimer, voce
- Richard Fariña - arrangiamenti
- Mimi Fariña - chitarra, voce
- Bruce Langhorne - chitarra elettrica
- Charles Small - pianoforte
- Russ Savakus - basso

Hamish
- Richard Fariña - dulcimer
- Richard Fariña - arrangiamenti
- Mimi Fariña - autoharp

Another Country
- Richard Fariña - voce, arrangiamenti
- Mimi Fariña - chitarra, voce
- Bruce Langhorne - chitarra elettrica

Tuileries
- Richard Fariña - dulcimer, arrangiamenti

The Falcon
- Richard Fariña - voce, arrangiamenti
- Mimi Fariña - chitarra, voce

Reno, Nevada
- Richard Fariña - dulcimer, arrangiamenti
- Mimi Fariña - chitarra
- Bruce Langhorne - chitarra elettrica
- Charles Small - pianoforte
- Russ Savakus - basso

Celebrations for a Grey Day
- Richard Fariña - dulcimer, arrangiamenti
- Mimi Fariña - chitarra[3]